# Pilotrichella nitens
Pilotrichella nitens là một loài Rêu trong họ Meteoriaceae. Loài này được (Hook. f. & Wilson) A. Jaeger mô tả khoa học đầu tiên năm 1880.